# جاده ای۶ (انگلستان)
جاده ای۶ (انگلیسی: A6 road) یکی از جاده‌های کشور انگلستان است.
این جاده که از لوتون شروع می‌شود در کارلایل، کامبریا به پایان می‌رسد، طول این جاده ۴۵۴ کیلومتر است.

## نگارخانه

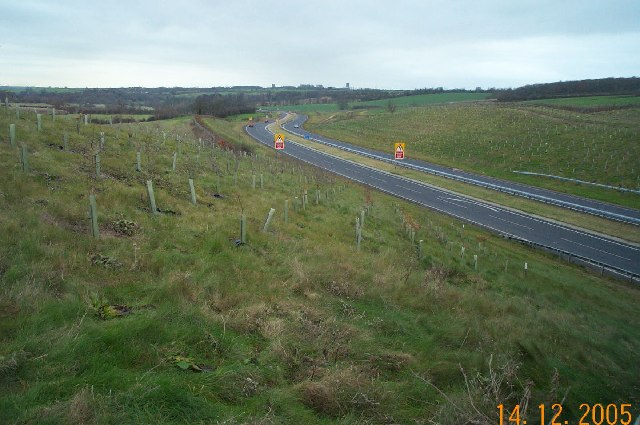
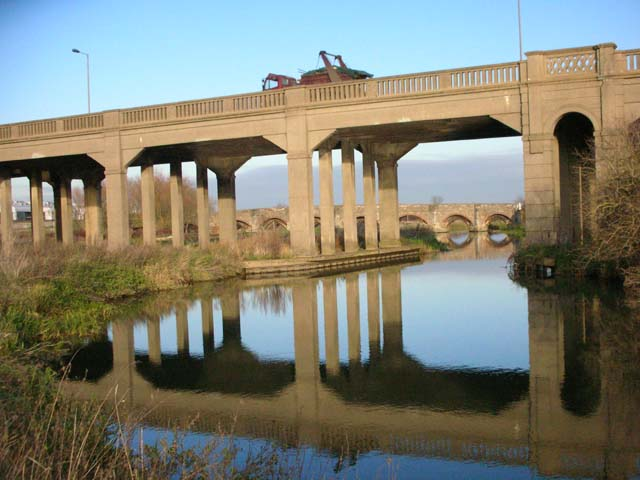
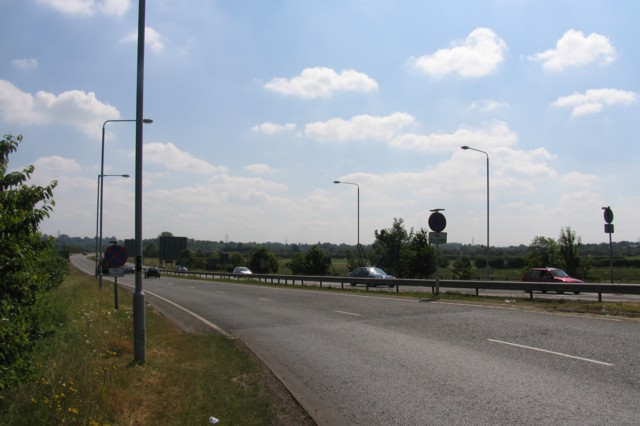
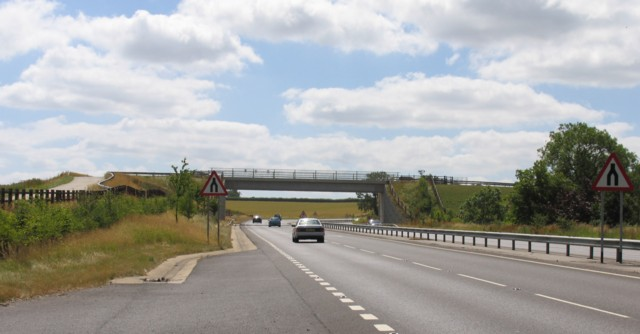
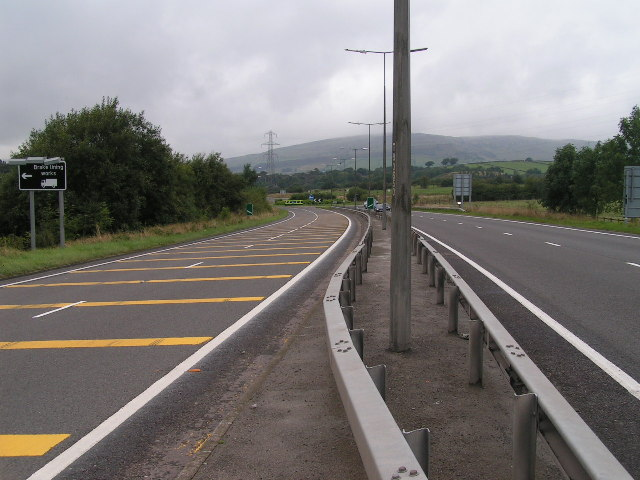
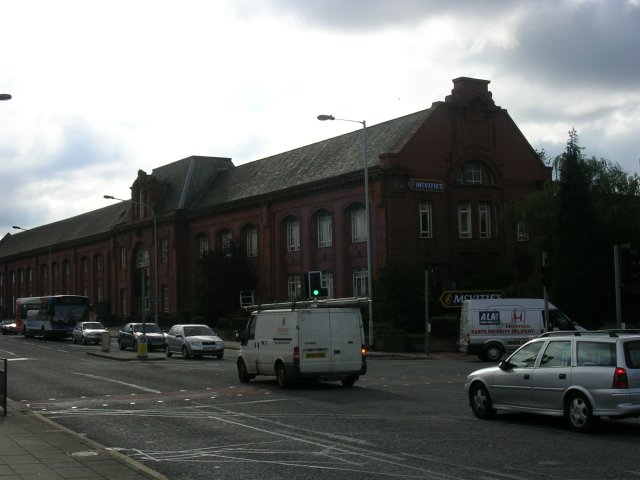
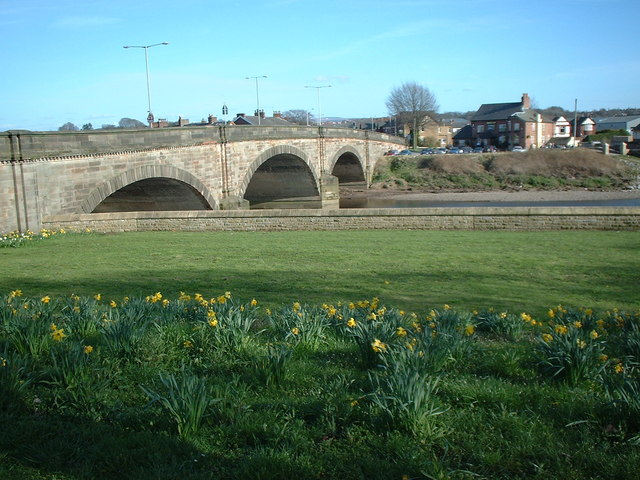
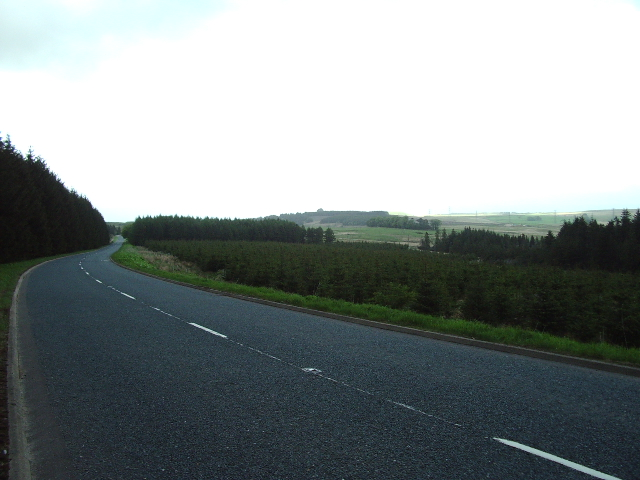
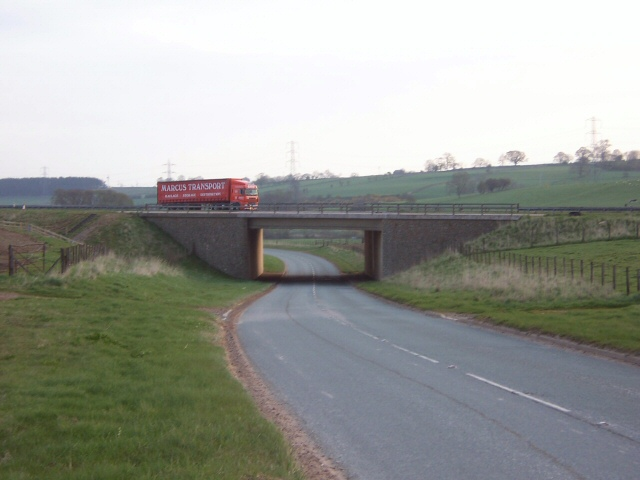
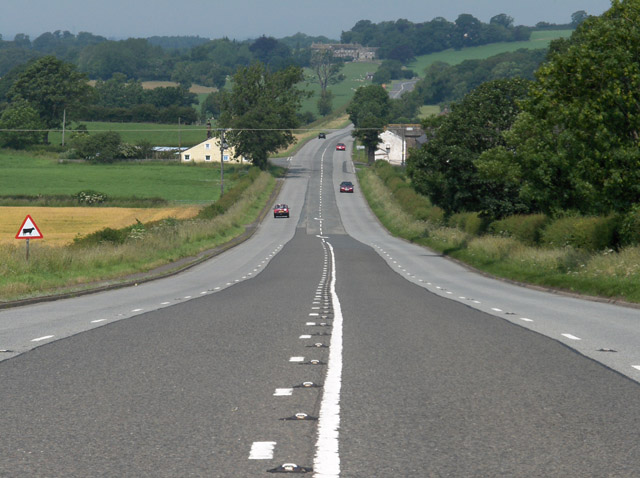